# Alex Kendrick

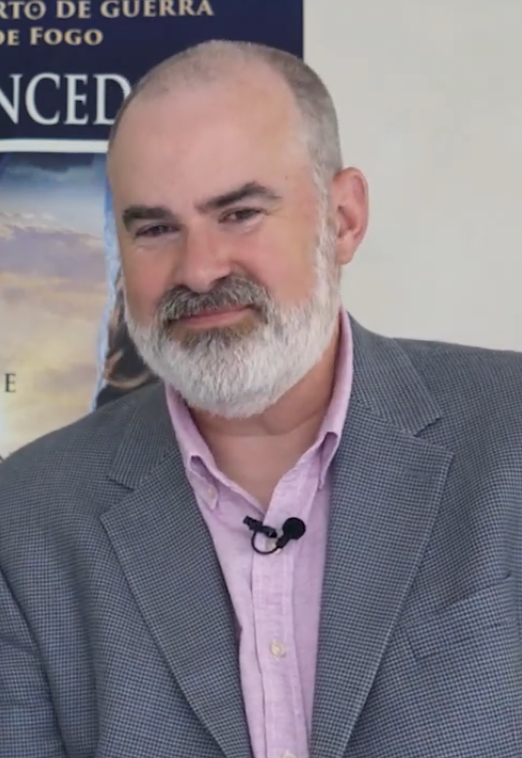
Alex Kendrick

Alex Kendrick (* 11. Juni 1970 in Athens, Georgia) ist ein US-amerikanischer Schauspieler, Drehbuchautor und Regisseur.

## Leben und Karriere
Alex Kendrick ist der Sohn von Larry und Rhownyn Kendrick. Er hat einen älteren und einen jüngeren Bruder. Er wuchs in Smyrna, Georgia, auf und studierte an der Kennesaw State University. Sein Studium in Kommunikation schloss er als Bachelor ab. Der 2003 erschienene Film Flywheel war sein Debüt als Regisseur und Drehbuchautor, außerdem war er für den Schnitt und die Filmmusik verantwortlich. Bislang folgten vier weitere Produktionen, die er inszenierte und bei denen er weitere der genannten Funktionen übernahm. Seine Filme sind deutlich christlich gefärbt.
Kendrick ist mit Christina Kendrick verheiratet; sie haben sechs Kinder.

## Filmografie (Auswahl)
Darsteller
- 2003: Flyweel
- 2006: Facing the Giants
- 2007: 7th Street Theatre  (Fernsehserie, eine Episode)
- 2008: Fireproof – Gib deinen Partner nicht auf
- 2011: Courageous – Ein mutiger Weg
- 2013: Das verschollene Medaillon – Die Abenteuer von Billy Stone
- 2014: Mom’s Night Out
- 2015: War Room
- 2022: Lifemark

Regie
- 2003: Flyweel
- 2006: Facing the Giants
- 2008: Fireproof – Gib deinen Partner nicht auf
- 2011: Courageous – Ein mutiger Weg
- 2015: War Room
- 2024: The Forge

Drehbuch
- 2003: Flyweel
- 2011: Courageous – Ein mutiger Weg (mit seinem Bruder Stephen Kendrick)
- 2015: War Room  (mit Stephen Kendrick)
- 2022: Lifemark
- 2024: The Forge

## Veröffentlichungen (Auswahl)
- 40 Tage Liebe wagen. Eine Anleitung, wie Du Deine Partnerschaft positiv verändern kannst. Mit Stephen Kendrick. Luqs-Verlag, Ingolstadt 2009, ISBN 978-3-940158-22-2.
- Ein mutiger Weg für Männer. Impulse aus dem Film Courageous. Mit Stephen Kendrick und Randy Alcorn. Luqs-Verlag, Burgthann 2012, ISBN 978-3-940158-52-9.
- 40 Tage Liebe wagen für Eltern. Mit Stephen Kendrick und Lawrence Kimbrough (Bearbeiter). Luqs-Verlag, Burgthann 2015, ISBN 978-3-940158-41-3.

## Auszeichnungen
Sein Film Flyweel (2003) wurde 2004 beim von der Sabaoth Church veranstalteten Sabaoth International Film Festival mit drei Preisen ausgezeichnet, darunter mit dem Adam Award für das beste Drehbuch.